# هتل پرزیدنت ویلسون

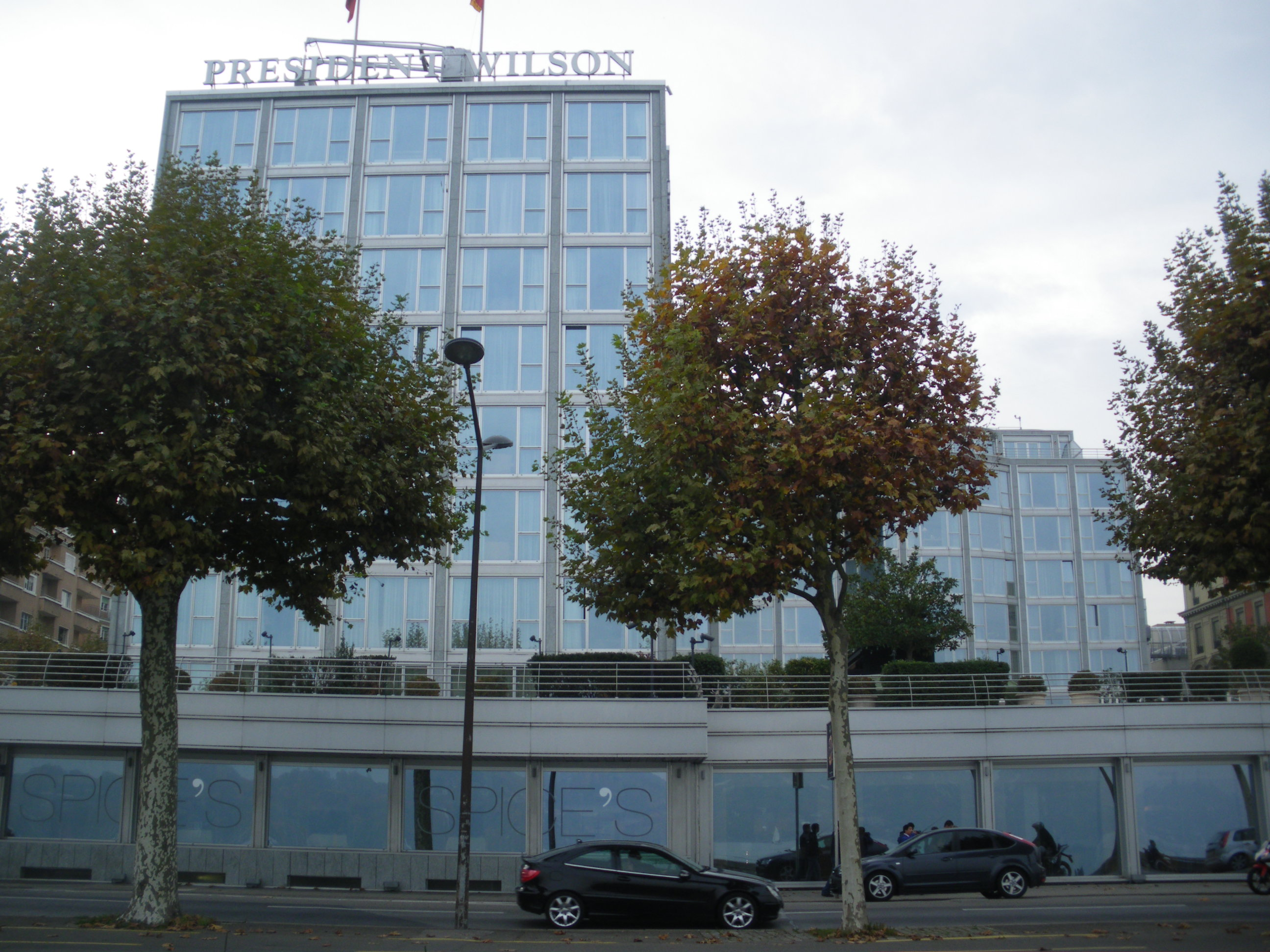
هتل پرزیدنت ویلسون

هتل پرزیدنت ویلسون (به انگلیسی: Hotel President Wilson) هتل مجلل پنج‌ستاره‌ای در شهر ژنو، سوئیس است. هتل نامش را از توماس وودرو ویلسون، ۲۸مین رئیس‌جمهور ایالات متحده آمریکا برگرفته است. هتل در یکی از اعیان‌نشین‌ترین مناطق ژنو و در برابر دریاچهٔ ژنو واقع شده‌است.
در سال ۲۰۱۴ میلادی، هزینهٔ یک شب اقامت در «سوئیتِ رویالِ» هتل پرزیدنت ویلسون، بالغ بر ۸۳ هزار دلار آمریکا می‌شد.

## وقایع مهم
هتل پرزیدنت ویلسون، میزبان برگزاری مذاکرات هسته‌ای ایران و قدرت‌های جهانی بود. مذاکراتی که در نهایت به توافق طرف‌های مذاکرات بر سر برنامه هسته‌ای ایران انجامید.